# 死殺カオス 猿の帝国
『死殺カオス　猿の帝国』(しさつカオス　さるのていこく)は、2014年に発売された日本のオリジナルビデオ。監督、脚本は島田角栄。

## 概要
音楽レーベル「殺害塩化ビニール」の社長でありパンクロッカーであるザ・クレイジーSKBの30執念武装記念作品。

## キャスト
- ザ・クレイジーSKB
- GIMICO
- 片山真理
- 安藤八主博
- ストロベリー・ソング・オーケストラ
- 劇団ストーンエイジ
- 私の思い出
- ミリー・バイソン
- 川本三吉
- 中田彩葉
- デカルコ・マリィ
- リカヤ・スプナー

## スタッフ
- 監督・プロデューサー・脚本：島田角栄
- プロデューサー：沖直久、三丸聡
- 脚本：川嵜哲也
- 音楽：ザ・クレイジーSKB、のせたけし